# Ingouchie
La république d'Ingouchie (en russe : Респу́блика Ингуше́тия, Respoublika Ingouchetiïa ; en ingouche : Гlалгlай Мохк, Ghalghaï Mokhk) est une république, sujet fédéral de la fédération de Russie, située dans le sud-ouest du pays, sur le flanc nord du Caucase. Elle avait une population de 472 000 habitants en 2016. Malgré la pauvreté, l’Ingouchie a l’espérance de vie la plus élevée de toute la Russie, de 80,52 ans, devançant le Daghestan, qui occupe la deuxième place, de près de 4 ans.

## Géographie

Carte topographique de la Ciscaucasie. La république d'Ingouchie se situe vers le centre de la carte.

L’Ingouchie est située sur les pentes nord du Caucase et s'étend sur une superficie de 3 628 km2.
Elle est frontalière de deux républiques autonomes de Russie : l'Ossétie du Nord-Alanie au nord, à l'ouest et au sud-ouest et la Tchétchénie au nord-est, à l'est et au sud-est, ainsi que de la Géorgie au sud.

### Cours d'eau
Les principaux cours d'eau sont l'Assa (ru) (en), la Sounja et le Terek.

### Montagnes
Le territoire de la république s'étire sur 150 km du nord au sud, sur le versant nord des montagnes du Caucase. Son plus haut sommet est le mont Chani qui culmine à 4 451 m.

### Ressources naturelles
L’Ingouchie possède quelques réserves de pétrole et de gaz naturel.

### Climat
Le climat de l'Ingouchie est principalement continental. La température moyenne est de −7 °C en janvier et de +22 °C en juillet. Les précipitations annuelles moyennes s'élèvent à 1 200 mm.

## Histoire

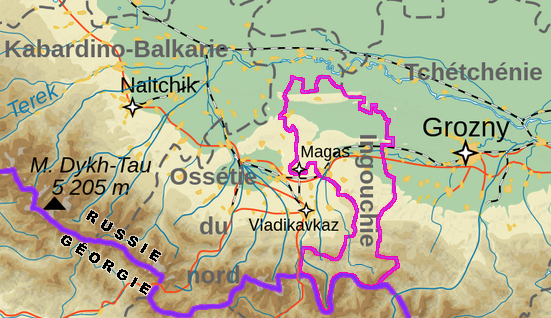
Carte en français : l'Ingouchie est surlignée en rose.

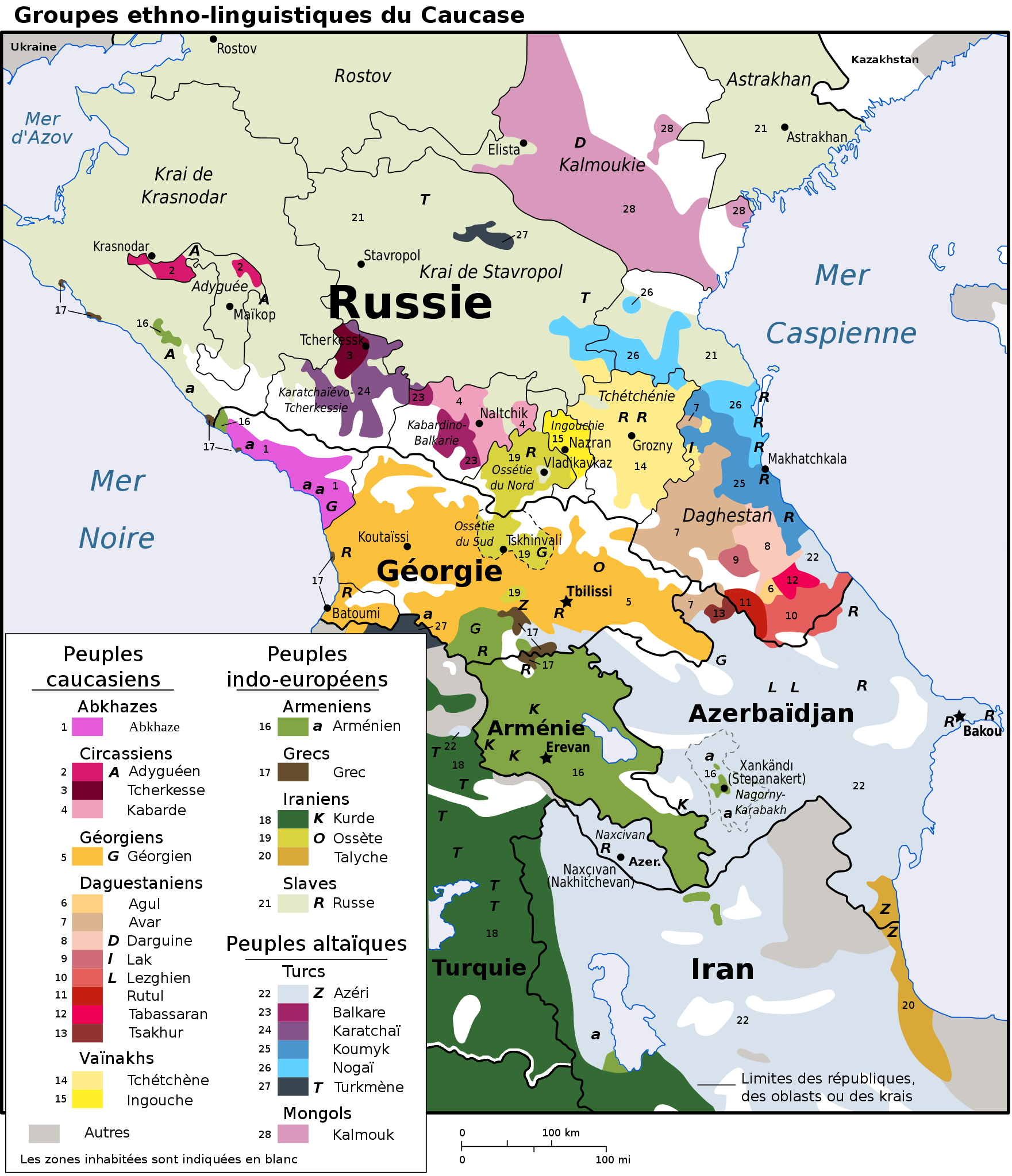
Ethnies et langues au Caucase.

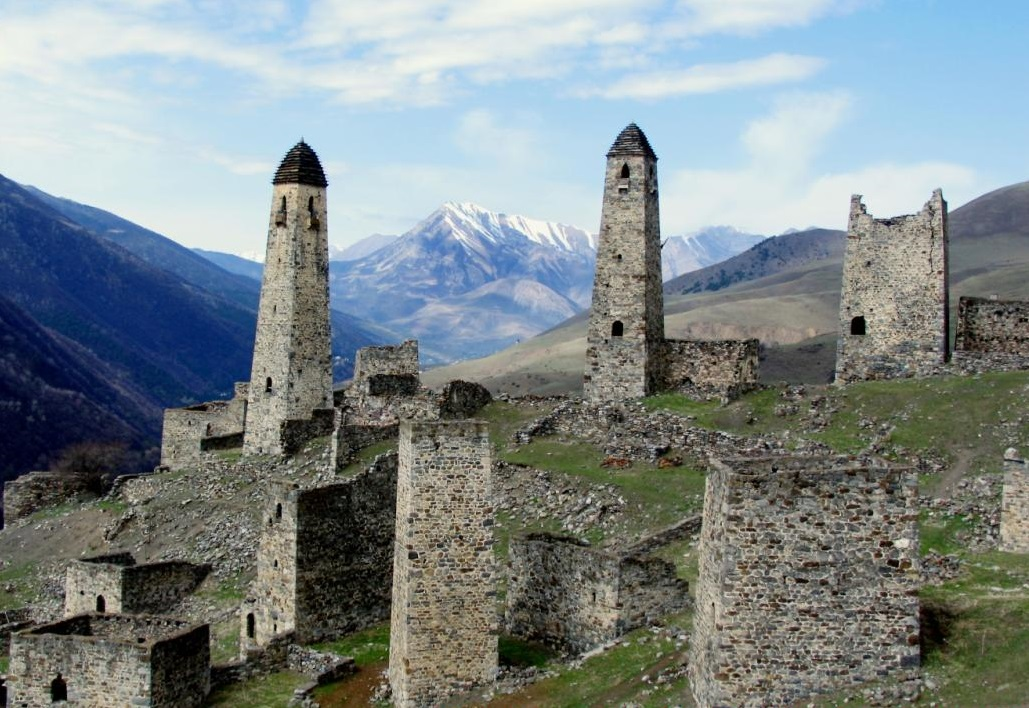
Anciennes fortifications ingouches.
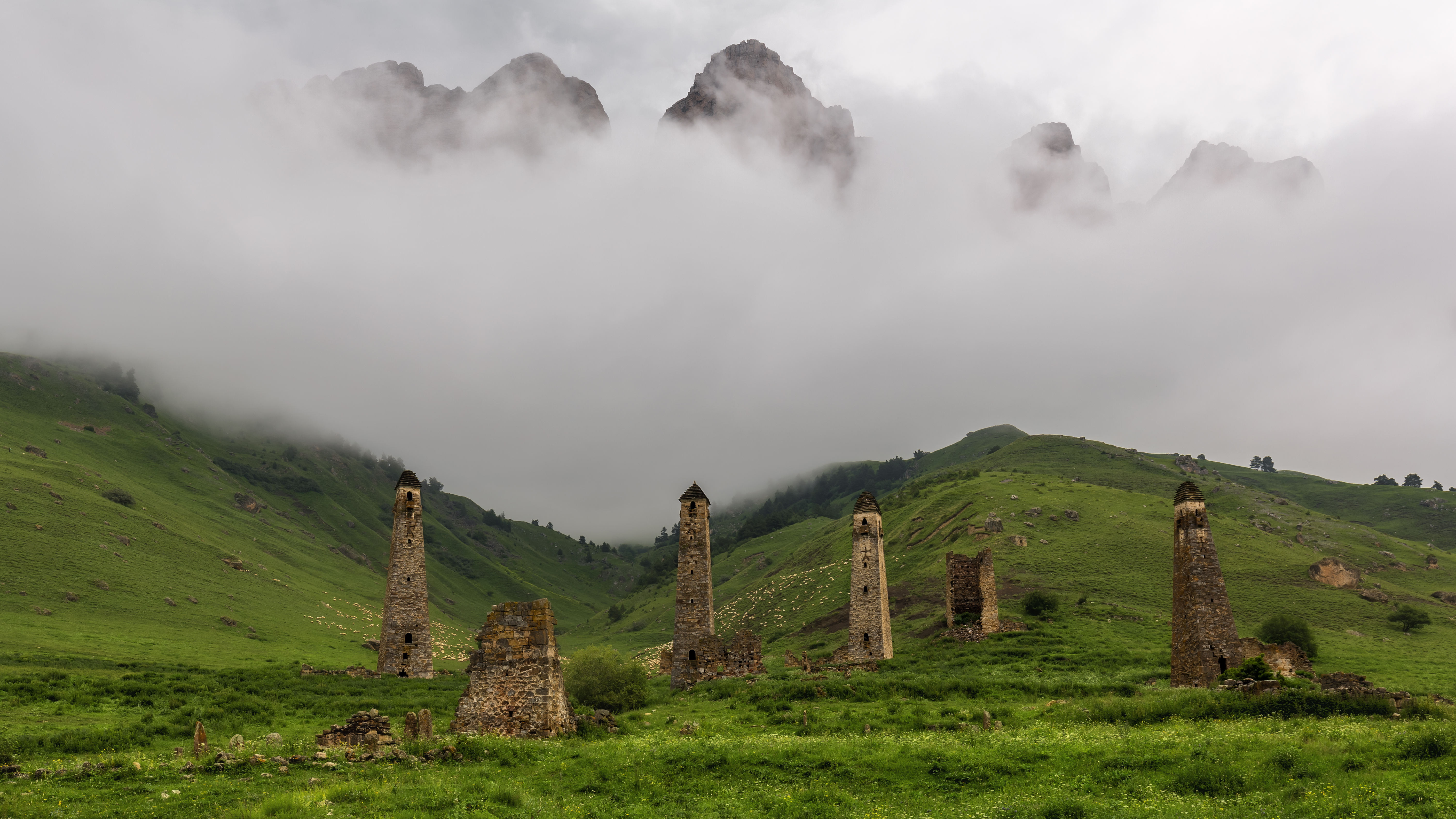
Des maisons-tours en Ingouchie, les régions de langue vainakh. Photo juin 2019.
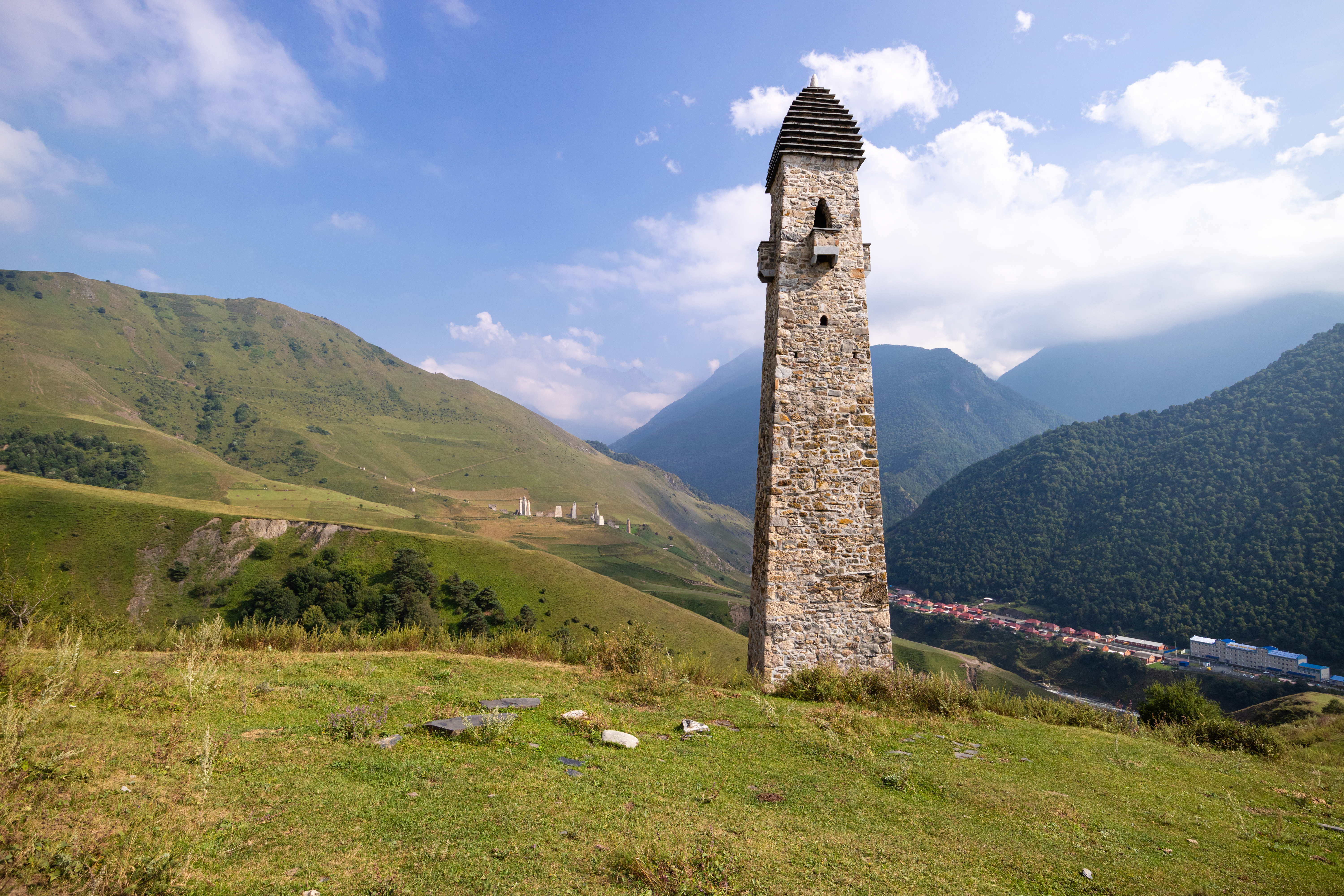
Une tour fortifiée en Ingouchie, des environs du XVIe siècle, dans la vallée de l'Armkhi. Aout 2017.

L’histoire des Ingouches est liée à celle des Tchétchènes : leurs ancêtres communs sont des tribus kartvèles connues sous le nom de Vainakhs, vivant sur les versants nord-est du Caucase. Lors des invasions tataro-mongoles et de Tamerlan, une partie significative de la population ingouche a été contrainte de se retirer dans les montagnes. Les Ingouches se sont réinstallés dans les plaines de Ciscaucasie entre le XVe siècle et XVIe siècle. Vers la fin du XVIe siècle, à l’époque où la région est sous l’influence des empires turc et perse, la plus grande partie de la population abandonne la mythologie ingouche et passe à l’islam. En 1810, la Russie leur impose son autorité, mais se heurte à de nombreuses révoltes pendant tout le XIXe siècle. En 1862, après une guerre de 25 ans, l'Empire russe s'empare entièrement la partie "est" du Caucase, elle décide de créer plusieurs zones dans la région, et apparait pour la première fois la division administrative ingouche. En 1924, le pouvoir soviétique crée à son tour une oblast autonome ingouche puis l’intègre en 1934 à la république socialiste soviétique autonome de Tchétchénie-Ingouchie au sein de l’URSS.
Au lendemain de la Seconde Guerre mondiale, Joseph Staline accuse Ingouches et Tchétchènes d’avoir tous en bloc compté sur les nazis pour être délivrés de sa dictature. Il ordonne au NKVD-NKGB de déporter l’ensemble des Ingouches et des Tchétchènes de Ciscaucasie au Goulag, au Kazakhstan et au Kirghizistan où près des deux tiers périssent,,.
Dans son bilan annuel sur la situation des « déplacés spéciaux » rédigé quelques mois avant la mort de Staline, le 9e département du KGB désigne les Ingouches et Tchétchènes comme étant « le peuple le plus incorrigible qui soit, contaminé par l’oisiveté, le banditisme et le fanatisme panislamique ». Se fondant sur le rapport du KGB qui concluait qu’« une seconde déportation ne résoudrait pas le problème », les hauts responsables soviétiques jugent « inappropriée et inutile » la proposition en juin 1952 du ministère de l’intérieur kazakh de « déporter les Ciscaucasiens encore plus loin, vers les zones les plus isolées du Kazakhstan ».

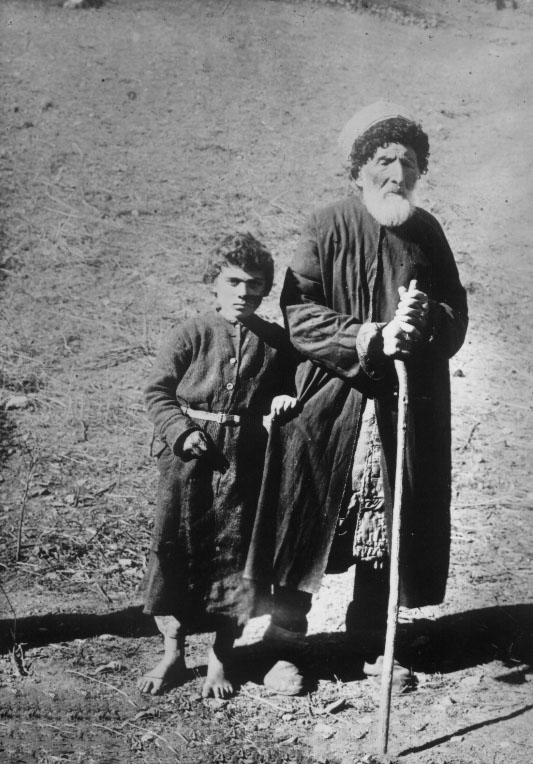
Dernier prêtre ingouche (polythéïste) d'Ingouchie : Elmarz Khaout, avec son arrière-arrière-petite-fille (village de Shoani, Ingouchie, 1921).

Durant les années d’exil, la république de Tchétchénie-Ingouchie est dissoute et une partie de la population ossète vient s’installer en Ingouchie occidentale (district de Ghalme Shahar), alors rattachée à l'Ossétie du Nord.
En juin 1956, le nouveau ministre de l'intérieur kazakh, Doudorov, adresse un mémorandum à Nikita Khrouchtchev dans lequel il préconise la création d’une région autonome tchétchène-ingouche au Kazakhstan méridional et au Kirghizistan septentrional, où avaient été déportés les Ciscaucasiens. Le Présidium rejette la proposition et libère les « déplacés spéciaux » tchétchènes et ingouches à condition qu’ils signent un engagement stipulant qu’ils renoncent à rentrer chez eux et à demander une compensation. Plus d’un tiers des déplacés refusent de signer le document. Finalement, par un décret du 7 janvier 1957, le Présidium du Soviet suprême restaure la République autonome de Tchétchénie-Ingouchie en Ciscaucasie, moins un territoire ingouche attribué à l’Ossétie septentrionale : le district de Ghalme Shahar, et autorise les déplacés à y rentrer.
Le retour des Ingouches est mal accueilli par les Ossètes qui s'étaient installés à leur place pendant leur exil, et de nombreux troubles en découlent après la dislocation de l'URSS, comme le conflit en Ossétie du Nord de 1992 qui voit près de 10 000 Ingouches du Raïon Prigorodny forcés de quitter leurs maisons. Les difficultés des réfugiés chassés du rayon de Prigorodny est un problème majeur en Ingouchie, qui fait déjà face à un fort chômage (jusqu'à 50 %) et à une crise environnementale en aggravation (la déforestation des pentes du Caucase entraîne l’érosion des sols). Une forte concentration de troupes russes est stationnée en Ingouchie depuis les guerres en Tchétchénie voisine, et des réfugiés tchétchènes fuyant le conflit s’ajoutent aux réfugiés ingouches. Bien que certaines compensations aient été reçues de l’Ossétie du Nord pour les réfugiés ingouches, le problème est loin d’être résolu.
La capitale est transférée de Nazran à Magas en décembre 2002.
En juin 2004, 570 miliciens islamistes venus de Tchétchénie envahissent l’Ingouchie et attaquent la ville de Nazran, tuant plus de 90 personnes. La Russie accuse le chef de guerre Chamil Bassaïev d’avoir organisé l’attaque.
Au lendemain d’une fusillade dans une mosquée au Daghestan qui fait un mort, sept policiers ingouches sont tués dans un attentat suicide témoignant d’une flambée de violences dans le Caucase russe à l’occasion de la fin du ramadan.
Le 4 octobre 2018, le président Younous-bey Evkour annonce un accord avec la Tchétchénie pour lui céder une portion de 343 km² du territoire. Après la perte du Raïon Prigorodny (un cinquième du territoire ingouche), ce projet d’une nouvelle cession entraîne aussitôt une vive contestation populaire entraînant le bannissement de Younous-bey Evkour et son remplacement par Mahmoud-Ali Kalimat (en).

## Population et société

### Démographie
| 2002    | 2010    | 2016    | 2022    | - |
| ------- | ------- | ------- | ------- | - |
| 467 294 | 516 693 | 472 776 | 503 582 | - |

[réf. nécessaire]

### Données socio-économiques de l'évolution démographique
- Population : 467 294 (2002)
  - Urbain : 198 496 (42,5 %)
  - Rural : 268 798 (57,5 %)
  - Hommes : 218 194 (46,7 %)
  - Femmes : 249 100 (53,3 %)
- Femmes pour 1000 hommes : 1 142
- Âge moyen : 22,2 ans
  - Urbain: 22,4 ans
  - Rural : 22,1 ans
  - Hommes : 21,4 ans
  - Femmes : 22,9 ans

Espérance de vie par sujet selon le recensement de 2021. L'Ingouchie affiche le plus haut taux, de très loin, de tous le pays.

- Nombre de foyers : 64 887 (463 532 personnes)
  - Urbain : 28 751 (197 112 personnes)
  - Rural : 36 136 (266 420 personnes)

### Composition ethnique
La population de la république comporte 96,1 % d'Ingouches, 2 % de Tchétchènes, 0,5 % de Russes et 1,4 % d'autres. Plus de 98 % de la population est musulmane.

## Politique

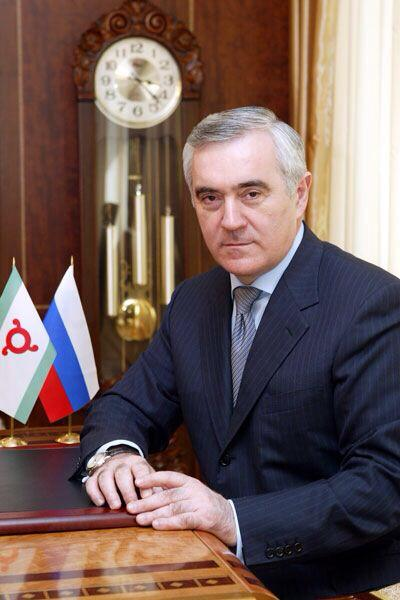
Mourad Ziazik, ancien agent du KGB puis du FSB et président de la république d’Ingouchie de 2002 à 2008, lorsqu’il est limogé par Dmitri Medvedev.

Le chef du gouvernement ingouche est le président.
- Ruslan Aouch : 10 novembre 1992—28 décembre 2001
- Ahmed Malsag (intérim) : 28 décembre 2001—23 mai 2002
- Mourad Ziazik : 23 mai 2002—30 octobre 2008
- Younous-bey Evkour : 30 octobre 2008—24 juin 2019
- Mahmoud-Ali Kalimat (en) : 26 juin 2019—

## Économie
L’Ingouchie a été déclarée zone de libre échange afin d’encourager l’investissement. Le gouvernement local souhaite le développement du tourisme, mais la situation politique tendue de la région et la pandémie de Covid-19 créent des conditions défavorables.

## Divers
De 1994 à 2008, l’Ingouchie a été membre de l’Organisation des nations et des peuples non représentés (UNPO).

## Personnalités de l'Ingouchie
- Mohammed Mogouchkov, meurtrier du professeur Dominique Bernard.
- Moussa Yévloï, lutteur russe.
- Rakhim Chakhki, boxeur russe.
- Nazir Manki, lutteur russe.
- IbraTV, vidéaste francophone.
- Movsar Evloev, pratiquant d’arts martiaux mixtes.